# Chachacha (single)
Chachacha is een single van Raymond van het Groenewoud, begeleid door De Centimeters. Het liedje was een tussendoortje; het stond niet op het album Leven en liefdes uit die tijd. Pas na twee jaar kwam nieuw werk van Raymond uit. Een vrolijke, maar toch melancholisch jongen bezingt de Chachacha. Het nummer werd een “Vlaamse klassieker” in de ogen van Radio 2.
Van het nummer bestaan twee covers. De eerste is van orkestleider Nico Gomez (album 28 Latin dance hits). Nico Gomez is de artiestennaam van Josef van het Groenewoud, de vader van Raymond. 
In 2020 bracht Bart Kaëll het nummer ook uit, als eerbetoon voor de 70ste verjaardag Van het Groenewoud.

## Hitnotering

### Nederlandse Top 40
| Positie: | 33 | 26 | 16 | 14 | 13 | 13 | 23 | 38 | uit |

### NederlandseMega Top 50
| Positie: | 30 | 28 | 11 | 7 | 9 | 5 | 9 | 18 | 31 | 35 | uit |

### BelgischeBRT Top 30
| Positie: | 25 | 5 | 8 | 12 | 10 | 16 | 16 | 21 | uit |

### VlaamseUltratop 50
| Positie: | 30 | 23 | 16 | 13 | 4 | 4 | 5 | 5 | 10 | 13 | 23 | 37 | uit |

### NPO Radio 2 Top 2000
Chachacha stond alleen in 1999 in de NPO Radio 2 Top 2000, op plek 1906.